# 10243 Hohe Meissner
10243 Hohe Meissner è un asteroide della fascia principale. Scoperto nel 1960, presenta un'orbita caratterizzata da un semiasse maggiore pari a 2,7764405 UA e da un'eccentricità di 0,1715156, inclinata di 6,59780° rispetto all'eclittica.
L'asteroide è dedicato al Hohe Meissner, vulcano inattivo della Germania.